# Milán – San Remo 2019
110. ročník jednodenního cyklistického závodu Milán – San Remo se konal 23. března 2019 v severní Itálii. Vítězem se stal Julian Alaphilippe z týmu Deceuninck–Quick-Step. Na druhém a třetím místě se umístili Oliver Naesen (AG2R La Mondiale) a vítěz z roku 2017 Michał Kwiatkowski (Team Sky).

## Týmy
Závodu se zúčastnilo celkem 25 týmů. Všech 18 UCI WorldTeamů bylo pozváno automaticky a muselo se zúčastnit závodu. Společně se sedmi UCI ProTeamy tak utvořili startovní peloton složený z 25 týmů. Každý tým přijel se sedmi jezdci, celkem bylo nominováno 175 jezdců. Do cíle v San Remu dojelo 168 jezdců.

### UCI WorldTeamy
- AG2R La Mondiale
- Astana
- Bahrain–Merida
- Bora–Hansgrohe
- CCC Team
- Deceuninck–Quick-Step
- EF Education First
- Groupama–FDJ
- Lotto–Soudal
- Mitchelton–Scott
- Movistar Team
- Team Dimension Data
- Team Jumbo–Visma
- Team Katusha–Alpecin
- Team Sky
- Team Sunweb
- Trek–Segafredo
- UAE Team Emirates

### UCI ProTeamy
- Androni Giocattoli–Sidermec
- Bardiani–CSF
- Cofidis
- Direct Énergie
- Israel Cycling Academy
- Neri Sottoli–Selle Italia–KTM
- Team Novo Nordisk

## Výsledky

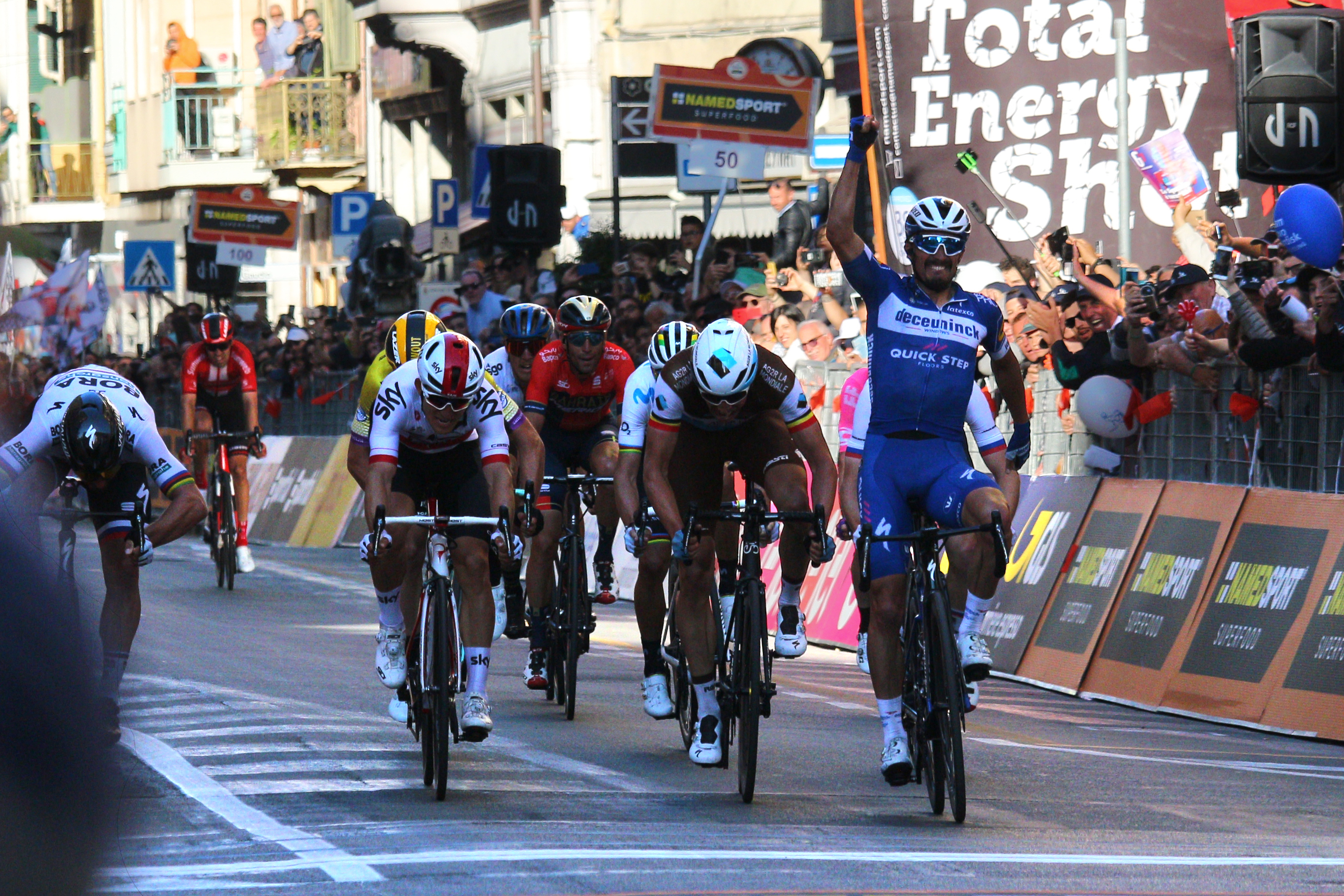
Julian Alaphilippe v cíli slaví své vítězství.

| Pořadí | Jezdec                   | Tým                   | Čas        |
| ------ | ------------------------ | --------------------- | ---------- |
| 1      | Julian Alaphilippe (FRA) | Deceuninck–Quick-Step | 6h 40’ 14” |
| 2      | Oliver Naesen (BEL)      | AG2R La Mondiale      | + 0”       |
| 3      | Michał Kwiatkowski (POL) | Team Sky              | + 0”       |
| 4      | Peter Sagan (SVK)        | Bora–Hansgrohe        | + 0”       |
| 5      | Matej Mohorič (SLO)      | Bahrain–Merida        | + 0”       |
| 6      | Wout van Aert (BEL)      | Team Jumbo–Visma      | + 0”       |
| 7      | Alejandro Valverde (ESP) | Movistar Team         | + 0”       |
| 8      | Vincenzo Nibali (ITA)    | Bahrain–Merida        | + 0”       |
| 9      | Simon Clarke (AUS)       | EF Education First    | + 0”       |
| 10     | Matteo Trentin (ITA)     | Mitchelton–Scott      | + 0”       |